# テロリズム法 (南アフリカ)
テロリズム法（テロリズムほう/Terrorism_Act,_1967）は、南アフリカ共和国で1967年に成立した法。

## 解説
1991 年に廃止されるまで、南アフリカのアパルトヘイト政権の法律だった。
この法律においてテロリズムとは、暴力、破壊、恐喝等の手段を通じて、社会の恐慌 を引き起こし、公共の安全に危害を及ぼし、若しくは身体・財産を侵害し、又は国家機 関若しくは国際機関を脅迫することにより、政治、イデオロギー等の目的を実現しよう とする主張及び行為をいう。